# Мастерс Шанхай
Мастерс Шанхай (також Shanghai Rolex Masters за назвою спонсора) — міжнародний чоловічий професійний тенісний турнір, який проводиться на відкритих твердих кортах в Шанхаї, КНР на початку жовтня. Заснований 2009 року, є частиною  туру ATP Мастерс 1000, єдиним турніром цієї категорії поза Європою та Північною Америкою.

## Фінали

### Одиночний розряд
| Рік                 | Чемпіон                                             | Фіналіст                                            | Рахунок                                             |
| ------------------- | --------------------------------------------------- | --------------------------------------------------- | --------------------------------------------------- |
| ↓ Тур ATP Мастерс ↓ |                                                     |                                                     |                                                     |
| 2009                | Микола Давиденко                                    | Рафаель Надаль                                      | 7–6(7–3), 6–3                                       |
| 2010                | Енді Маррей                                         | Роджер Федерер                                      | 6–3, 6–2                                            |
| 2011                | Енді Маррей (2)                                     | Давид Феррер                                        | 7–5, 6–4                                            |
| 2012                | Новак Джокович                                      | Енді Маррей                                         | 5–7, 7–6(13–11), 6–3                                |
| 2013                | Новак Джокович (2)                                  | Хуан Мартін дель Потро                              | 6–1, 3–6, 7–6(7–3)                                  |
| 2014                | Роджер Федерер                                      | Жиль Сімон                                          | 7–6(8–6), 7–6(7–2)                                  |
| 2015                | Новак Джокович (3)                                  | Жо-Вілфрід Тсонга                                   | 6–2, 6–4                                            |
| 2016                | Енді Маррей (3)                                     | Роберто Баутіста Аґут                               | 7–6(7–1), 6–1                                       |
| 2017                | Роджер Федерер (2)                                  | Рафаель Надаль                                      | 6–4, 6–3                                            |
| 2018                | Новак Джокович (4)                                  | Борна Чорич                                         | 6–3, 6–4                                            |
| 2019                | Данило Медведєв                                     | Александр Зверєв                                    | 6–4, 6–1                                            |
| 2020 2021 2022      | Не проводився через Пандемію коронавірусної хвороби | Не проводився через Пандемію коронавірусної хвороби | Не проводився через Пандемію коронавірусної хвороби |
| 2023                | Губерт Гуркач                                       | Андрій Рубльов                                      | 6–3, 3–6, 7–6(10–8)                                 |
| 2024                | Яннік Сіннер                                        | Новак Джокович                                      | 7–6(7–4), 6–3                                       |

### Парний розряд
| Рік                 | Чемпіони                                            | Фіналісти                                           | Рахунок                                             |
| ------------------- | --------------------------------------------------- | --------------------------------------------------- | --------------------------------------------------- |
| ↓ Тур ATP Мастерс ↓ |                                                     |                                                     |                                                     |
| 2009                | Жульєн Беннето Жо-Вілфрід Тсонга                    | Маріуш Фирстенберг Марцин Матковський               | 6–2, 6–4                                            |
| 2010                | Юрген Мельцер Леандер Паес                          | Маріуш Фирстенберг Марцин Матковський               | 7–5, 4–6, [10–5]                                    |
| 2011                | Максим Мирний Деніел Нестор                         | Мікаель Льодра Ненад Зімоньїч                       | 3–6, 6–1, [12–10]                                   |
| 2012                | Леандер Паес (2) Радек Штепанек                     | Магеш Бгупаті Роган Бопанна                         | 6–7(7–9), 6–3, [10–5]                               |
| 2013                | Іван Додіг Марсело Мело                             | Давід Марреро Фернандо Вердаско                     | 7–6(7–2), 6–7(6–8), [10–2]                          |
| 2014                | Боб Браян Майк Браян                                | Жульєн Беннето Едуар Роже-Васслен                   | 6–3, 7–6(7–3)                                       |
| 2015                | Равен Класен Марсело Мело (2)                       | Сімоне Болеллі Фабіо Фоніні                         | 6–3, 6–3                                            |
| 2016                | Джон Ізнер Джек Сок                                 | Генрі Контінен Джон Пірс (тенісист)                 | 6–4, 6–4                                            |
| 2017                | Генрі Контінен Джон Пірс (тенісист)                 | Лукаш Кубот Марсело Мело                            | 6–4, 6–2                                            |
| 2018                | Лукаш Кубот Марсело Мело (3)                        | Джеймі Маррей Бруно Соарес                          | 6–4, 6–2                                            |
| 2019                | Мате Павич Бруно Соарес                             | Лукаш Кубот Марсело Мело                            | 6–4, 6–2                                            |
| 2020 2021 2022      | Не проводився через Пандемію коронавірусної хвороби | Не проводився через Пандемію коронавірусної хвороби | Не проводився через Пандемію коронавірусної хвороби |
| 2023                | Марсель Гранольєрс Орасіо Себальйос                 | Роган Бопанна Меттью Ебден                          | 5–7, 6–2, [10–7]                                    |
| 2024                | Веслі Колгоф Нікола Мектич                          | Максімо Гонсалес Андрес Мольтені                    | 6–4, 6–4                                            |